# Podcast

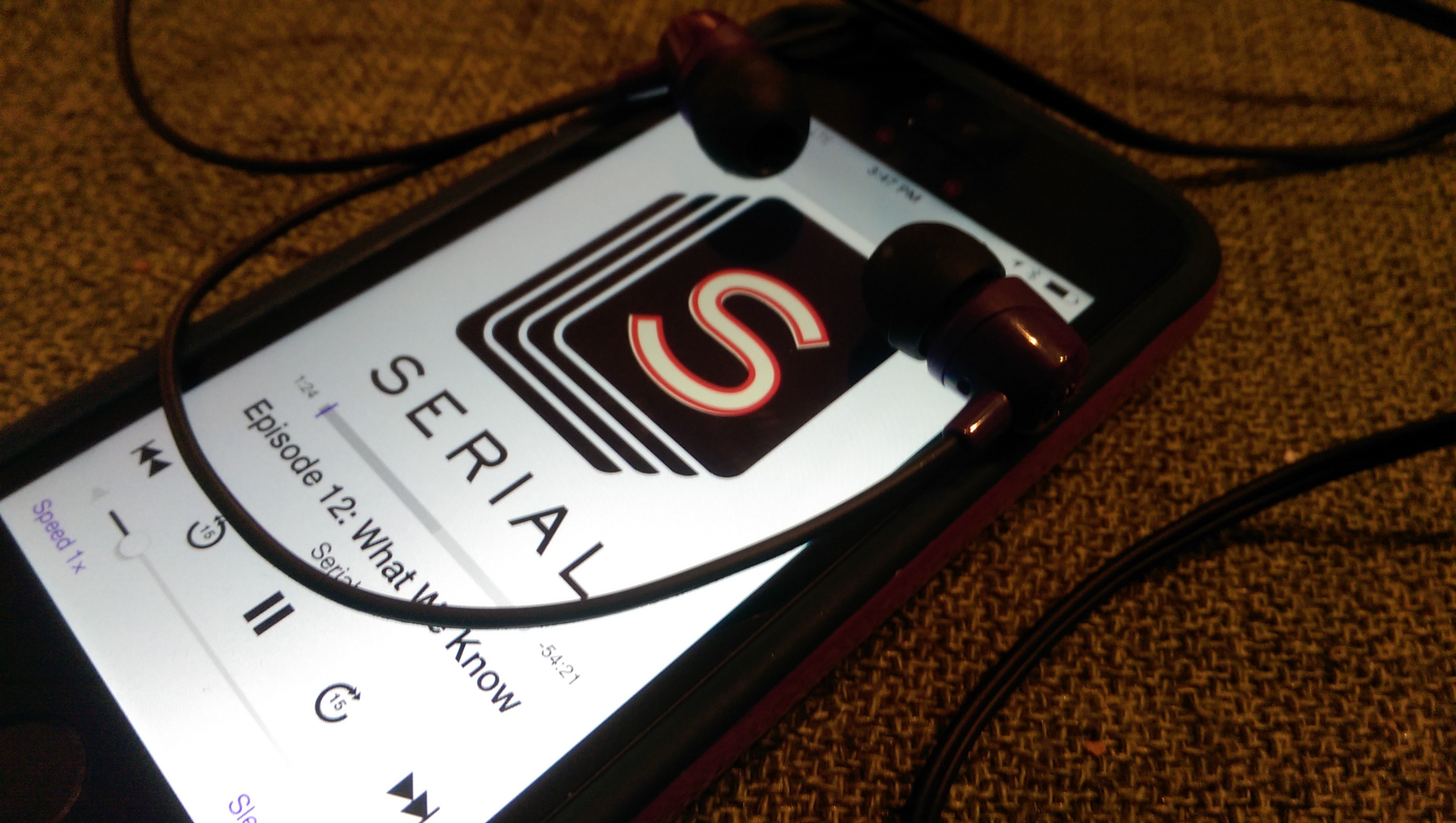
Podcast Serial phát qua một chiếc iPhone

Một podcast hoặc nói chung là netcast, là một series các tập tin âm thanh hoặc video số mà người dùng có thể tải về và nghe. Thường thì các podcast được phân phối theo dạng đăng ký, để các tập mới được tự động tải xuống thông qua web tới máy tính, ứng dụng di động hoặc máy phát phương tiện di động của người dùng.
Từ podcast ban đầu được Ben Hammersley đề xuất, ghép giữa hai từ "iPod" (một nhãn hiệu máy phát nhạc) và "broadcast" (phát sóng).
Các tập tin phân phối ở dạng âm thanh, nhưng đôi khi có thể kèm theo các định dạng khác như PDF hoặc EPUB. Các video được chia sẻ theo mô hình podcast đôi lúc còn được gọi là video podcast hay vodcast.
Chủ của podcast sẽ lập một danh sách tập trung các tập tin trên một máy chủ dưới dạng web feed có thể được truy cập khắp Internet. Người nghe hay người xem sử dụng phần mềm ứng dụng khách đặc biệt trên một chiếc máy tính hay máy phát phương tiện, được gọi là podcatcher, truy cập vào web feed này, kiểm tra cập nhật và tải về bất cứ tập tin mới nào trong series.
Quá trình này có thể được tự động hóa để tự tải tập tin mới, với người dùng có thể giống như là các tập mới được phát sóng hay được "đẩy" tới họ. Các tập tin được lưu trữ cục bộ trên thiết bị của người dùng, có thể dùng được ngoại tuyến. Có nhiều ứng dụng di động khác nhau cho người dùng muốn đăng ký và nghe podcast. Nhiều ứng dụng như vậy cho phép người dùng tải các podcast hoặc stream chúng theo yêu cầu để thay thế cho việc tải về. Nhiều trình phát podcast (bao gồm cả các ứng dụng và thiết bị chuyên biệt) cho phép người nghe tua đi tua lại và điều khiển tốc độ phát.
Một số người đã gọi podcast là một phương tiện hội tụ kết hợp âm thanh, web và các máy phát phương tiện di động, cũng như là một công nghệ đột phá khiến một số người trong ngành phát thanh phải cân nhắc lại những thông lệ trước đó và những định kiến về khán giả, tiêu thụ, sản xuất và phân phối.
Podcast thường miễn phí với người nghe và có thể được tạo với chi phí ít hoặc thậm chí không có, khiến cho chúng khác biệt với mô hình truyền thông và công cụ sản xuất truyền thống kiểu có kiểm soát. Các nhà sáng tạo podcast có thể kiếm tiền từ podcast của họ bằng cách cho phép các công ty mua thời gian quảng cáo, hoặc qua các trang như Patreon cung cấp các nội dung đặc biệt cho người xem trả phí. Podcast là một dạng truyền thông kiểu horizontalidad – người sản xuất là người tiêu dùng, người tiêu dùng có thể trở thành người sản xuất, và cả hai bên có thể tham gia trò chuyện với nhau.

## Tên gọi
"Podcast" là một từ ghép, hợp bởi hai từ "iPod" và "broadcast". Việc sử dụng thuật ngữ "podcasting" làm tên cho công nghệ mới nổi này được đề xuất lần đầu bởi Ben Hammersley, một nhà báo của The Guardian và BBC. Ông đã sáng tạo ra cái tên này vào đầu tháng 2 năm 2004 trong lúc đang "nhồi nhét thêm" vào một bài viết cho tờ The Guardian. Khác với tên gọi, loại nội dung này có thể được truy cập bằng bất cứ máy tính hay thiết bị nào có thể phát các tập tin phương tiện. Thuật ngữ "podcast" đã được dùng trước cả khi Apple chính thức bổ sung thêm hỗ trợ podcast cho iPod, hay phần mềm iTunes của hãng.
Các tên gọi khác của podcast bao gồm "net cast", được dự định là một thuật ngữ trung lập không có liên quan tới chiếc iPod. Tên gọi này được dùng bởi các chương trình từ mạng lưới TWiT.tv. Một số nguồn cũng đề xuất từ cấu tạo ngược "portable on demand" (di động theo yêu cầu) hay "POD", vì những lý do tương tự.

## Biến thể

### Podcast nâng cao
Một podcast nâng cao có thể hiển thị hình ảnh đồng bộ với âm thanh. Những hình ảnh này có thể chứa các mốc đánh dấu theo từng chương, siêu liên kết và ảnh bìa, tất cả đều được đồng bộ tới một chương trình hoặc thiết bị cụ thể. Khi một podcast nâng cao được phát trong chương trình hoặc thiết bị, tất cả các thông tin phù hợp sẽ được hiển thị cùng lúc và trong cùng cửa sổ, từ đó giúp hiển thị các tư liệu dễ dàng hơn.

### Tiểu thuyết podcast
Một tiểu thuyết podcast (cũng gọi là sách nói thường kỳ hoặc sách nói podcast) là một thể loại văn học kết hợp khái niệm podcast và sách nói. Giống tiểu thuyết truyền thống, một tiểu thuyết podcast là một tác phẩm văn học viễn tưởng dài; tuy nhiên, dạng tiểu thuyết này được ghi lại theo các tập được phân phối trực tuyến trong một khoảng thời gian và cuối cùng cho phép tải về dưới dạng tác phẩm hoàn thiện. Các tập có thể được phân phối tự động qua RSS, qua một trang web, blog, hoặc qua phương pháp truyền tải khác. Các tập tin này có thể được nghe trực tiếp trên máy tính của người dùng hoặc được tải vào một thiết bị phương tiện di động để nghe sau.
Các loại tiểu thuyết được podcast là khá đa dạng, từ những tác phẩm mới của các tác giả mới chưa từng được in thành sách, tới những tác giả lâu đời đã hoạt động được nhiều năm, và cả những tác phẩm văn học cổ điển đã được lưu hành hơn một thế kỷ. Giống như sách nói, các tiểu thuyết podcast có thể được thể hiện qua nhiều người khác nhau cho mỗi nhân vật và qua nhiều hiệu ứng âm thanh, tương tự như một vở kịch truyền thanh. Các tiểu thuyết podcast khác chỉ có một người đọc và có ít hoặc không có hiệu ứng.
Các tiểu thuyết podcast được phân phối qua Internet, phổ biến nhất là trên một weblog. Các tiểu thuyết podcast được phát hành theo tập và theo lịch định sẵn (vd. một lần một tuần) hoặc tới khi một tập được hoàn thiện. Chúng có thể được tải về thủ công từ một trang web hay blog, hoặc được phân phối tự động qua RSS hay một phương thức truyền tải khác. Về sau, một tiểu thuyết podcast thường kỳ sẽ trở thành một bộ sách nói hoàn thiện.
Một số nhà tiểu thuyết podcast phát hành phiên bản podcast miễn phí cho sách của họ nhằm mục đích quảng bá. Một số nhà tiểu thuyết đó còn đã chốt sẵn hợp đồng xuất bản cho tác phẩm của mình. Các nhà tiểu tuyết podcast đã cho rằng podcast các tác phẩm cho phép họ xây dựng nguồn độc giả kể cả khi họ không thể xuất bản sách. Những độc giả này sẽ tạo thuận lợi hơn cho những hợp đồng xuất bản về sau. Những nhà tiểu thuyết podcast này cũng cho rằng danh tiếng từ việc phát hành một bản podcast miễn phí sẽ bù đắp cho khoản lợi nhuận bị mất.

### Video podcast
Một video podcast (đôi lúc rút gọn thành "vodcast") bao gồm các video clip. Các series truyền hình web thường được phân phối dưới dạng video podcast.
Dead End Days (2003–2004) được nhiều người cho là video podcast đầu tiên. Series hài kịch đen về xác sống này được phát sóng từ ngày 31 tháng 10 năm 2003 tới năm 2004.